# Arne Jansson
Arne Fredrik Jansson, född 10 februari 1942 i Själevads församling i Västernorrlands län, är en svensk före detta politiker (nydemokrat) och riksdagsledamot under mandatperioden 1991–1994 för Värmlands läns valkrets. Arne Jansson var bland annat suppleant i arbetsmarknadsutskottet, konstitutionsutskottet och utrikesutskottet samt ledamot i socialförsäkringsutskottet. Jansson var även ledamot i Ny demokratis partistyrelse.